# کیاله
کیاله (به انگلیسی: Kiala) یک منطقهٔ مسکونی در پاکستان است که در خیبر پختونخوا واقع شده‌است. کیاله ۱٬۲۶۷ متر بالاتر از سطح دریا واقع شده‌است.